# Le miserie 'd Monsù Travet
Le miserie 'd Monsù Travet è una commedia in cinque atti in piemontese composta da Vittorio Bersezio e rappresentata per la prima volta il 4 aprile 1863 all'Alfieri di Torino dalla compagnia Toselli.
L'opera, edita dallo stesso autore in italiano nel 1871 e nel 1876 con il titolo Le miserie del signor Travetti a Milano presso la "Libreria Editrice", venne poi pubblicata nel 1887 a Torino per conto della casa editrice "La Letteratura".
Ignazio Travet, il protagonista, è un impiegato pubblico che ritiene appunto di avere trovato "il posto sicuro" e soprattutto decoroso, ma in realtà non è altro che un umile impiegato che, per quanto laborioso sia, è sempre maltrattato. Tale raffigurazione non piacque al folto numero di impiegati statali che fischiò l'opera durante la prima; ma in seguito essa ebbe un grande successo, e il nome del protagonista (letteralmente Travicello) entrò nella lingua italiana a indicare un impiegatuccio vessato.

## Trama
La vicenda è ambientata a Torino dove Ignazio Travet, speranzoso in una promozione che tarda ad arrivare, svolge in modo coscienzioso il suo lavoro di impiegato governativo. Subissato dai soprusi subìti al ministero e dalle lamentele della seconda moglie, dei figli Marianin e Carlin e anche della serva, Ignazio sopporta tutto stoicamente fintanto che, a causa di un avvenimento accaduto in ufficio e che potrebbe disonorarlo, reagisce in modo deciso alle prepotenze del suo capo-sezione.
s-ciaireme e am perséguita...»
(Le miserie 'd Monsù Travet, atto I, scena II)
Alla fine, pur avendo ottenuto la tanto attesa promozione, Ignazio lascerà l'impiego e seguirà l'esempio del fornaio Giachëtta che nel commercio ha scelto di essere libero e senza superiori. Liberatosi così anche dai pregiudizi sociali permetterà alla figlia Marianin di sposare il giovane socio dello stesso fornaio.

## Adattamenti
Dall'opera è stato tratto un film, Le miserie del signor Travet, diretto nel 1945 da Mario Soldati, dove il ruolo del protagonista era affidato a Carlo Campanini. Fu il primo film trasmesso dalla RAI. 
L'opera è anche diventata una produzione televisiva con Gipo Farassino e Ileana Ghione, trasmessa dalla Rai nel 1982.